# Pedra Preta (Mato Grosso)
Pedra Preta é um município brasileiro do estado de Mato Grosso. Localiza-se a uma latitude 16º37'23" sul e a uma longitude 54º28'26" oeste, estando a uma altitude de 248 metros. Possui uma área de 4207,39 km² e sua população foi estimada em 17 446 habitantes, conforme dados do IBGE de 2020.

## História
No  início dos  anos 1950, o japonês Noda Guenko, residente em Rondonópolis, adquiriu extensa área de terras na região onde seria futuramente a cidade de Pedra Preta, na época mata virgem e vislumbrava fundar uma cidade. Contratou o patrício Jinya Konno, que veio de Lins, no estado de São Paulo, para iniciar a execução do projeto.
Em 20 de setembro de 1954, Jinya Konno chegou com a mulher três filhos pequenos, sendo os primeiros moradores da localidade, que recebeu o nome de Vale do Jurigue, por haver no local um rio chamado Jurigue. Gradativamente, o povoado foi se formando, com a chegada de mais moradores. Noda Guenko, mais tarde, mudou o nome da localidade para Alto Jurigue, nome que não foi bem aceito pelos moradores. Insistiam que o nome fosse alterado para Pedra Preta, por haverem pedras desta cor no fundo do córrego Águas Claras, que passava pelo povoado. O nome aos poucos foi se tornando habitual e acabou por ser oficializado.
A elevação de Pedra Preta à categoria de município ocorreu em 13 de maio de 1976, com a lei nº 3.688. Em 30 de julho de 1988, foi elevado à categoria de comarca, pela lei nº 4.004, sendo instalada no ano seguinte.

## Últimos prefeitos eleitos
| Ano  | Prefeito      | Partido | Votos | %     | Ref    |
| ---- | ------------- | ------- | ----- | ----- | ------ |
| 2004 | Augustinho    | PPS     | 3.901 | 48,67 | [ 7 ]  |
| 2008 | Augustinho    | PR      | 4.300 | 76,00 | [ 8 ]  |
| 2012 | Marieldi      | PDT     | 3.844 | 38,50 | [ 9 ]  |
| 2016 | Ná            | PMDB    | 4.621 | 47,09 | [ 10 ] |
| 2020 | Nelson Orlato | PSB     | 3.952 | 39,12 | [ 11 ] |
| 2024 | Iraci         | PSDB    | 7.340 | 68,02 | [ 12 ] |